# Maurits Hassankhan
Maurits Safdar Hoeseinkhan Hassankhan (Welgedacht, 10 december 1947) is een Surinaams politicus, schrijver en historicus. 

## Biografie
Hassankhan werd geboren in Welgedacht C wat destijds behoorde tot het district Suriname maar nu in Wanica ligt. Na de MULO doorliep hij met goed gevolg de Kweekschool (1962-1965), vervolgens behaalde hij de hoofdakte (1967). In Suriname begon hij aan de lerarenopleiding geschiedenis voor de akte MO-A. Aan de Universiteit van Groningen rondde hij met succes zijn studie geschiedenis af (1975).
Hierna volgde Hassankhan een aantal cursussen, waaronder een training voor jonge diplomaten en een curriculum ontwikkelingstraining aan de Universiteit Leiden. Daarna werkte hij op het Surinaamse ministerie van Onderwijs en Volksontwikkeling en was hij jarenlang onderwijzer. Hiernaast schreef hij als historicus meerdere boeken. Vanaf 1975 tot 1988 coördineerde Hassankhan de vernieuwing/'surinamisering' van het geschiedenisonderwijs. Onder zijn leiding werden doelstellingen voor het geschiedenisonderwijs geformuleerd en werden de curricula van verschillende schooltypen herzien (GLO, LBGO, MULO). In de jaren zeventig en tachtig werden onder zijn leiding nieuwe schoolboeken geschreven voor deze scholen: Wij en ons verleden (GLO), Lesbrieven voor het LBGO (LBGO) en Geschiedenis voor het Mulo (Mulo). Vanaf 1977 was Hassankhan cursusleider geschiedenis op het Instituut voor de Opleiding van Leraren, waar hij de geschiedenisopleiding (LO, MO-A en MO-B) heeft vernieuwd.
Vanaf 1984 is Hassankhan als docent verbonden aan de Universiteit van Suriname. Hij is al vele jaren lid van de raad van het bestuur van de universiteit en gedurende de periode van 1991 tot 1993 directeur van het Instituut voor Maatschappij Wetenschappelijk Onderzoek (IMWO).
Vanaf 1996 is Hassankhan redacteur geweest van de Journal of Social Sciences (JOSS) van de Universiteit van Suriname en in 2000 werd hij lid van De Nationale Assemblée voor de VHP.  
Van  1 september 2005  tot augustus 2010 is Hassankhan minister van Binnenlandse Zaken in het kabinet Venetiaan III. Na zijn ministerschap keerde hij terug naar de universiteit, waar hij vanaf oktober 2013 richtingscoördinator Geschiedenis is bij de Faculteit der Humaniora.
In 2019 werd hij onderscheiden met een eredoctoraat van de Anton de Kom Universiteit van Suriname. Na het aftreden als minister van Binnenlandse Zaken volgde Delano Landvreugd Bronto Somohardjo hem per 1 december 2024 op met Hassankhan als onderminister belast met de organisatie van de verkiezingen van 2025.